# Transsubstantiation
Transsubstantiation (fra latin: transsubstantiatio og græsk: μετουσίωσις metousiosis = "væsensforvandling") er ifølge den romersk-katolske kirkes lære, den forvandling, der foregår under nadveren, hvor substansen i brødet og vinen bliver fuldstændigt forvandlet til substansen i Jesu legeme og blod. (Se substans). 
Som indledning til den romersk-katolske nadver beder præsten over brødet og vinen og indvier dem. Derved forvandles de til Jesu legeme og blod. Brødets substans og vinens substans bliver forvandlet. Katolikkerne nægter ikke, at at brødet og vinens ydre skikkelse bliver bevaret. De har stadig den samme farve, smag og konsistens. Men deres inderste væsen er blevet forvandlet. 
Andre kirkelige retninger har andre meninger om, hvad der foregår og bruger andre læresætninger om det.

## Note
1. ↑  Catholic encyclopedia: Transubstantiation. Her skriver forfatterne: "...that only the substance is converted into another — the accidents remaining the same — just as would be the case if wood were miraculously converted into iron, the substance of the iron remaining hidden under the external appearance of the wood." (= ...at kun det væsentlige bliver forvandlet til noget andet - mens det ydre forbliver det samme - ganske som det ville være tilfældet, hvis træ mirakuløst blev forvandlet til jern, [og] det væsentlige ved jernet vedblev at være skjult under træets ydre udseende.)

| Kristendom | Spire Denne artikel om kristendom er en spire som bør udbygges. Du er velkommen til at hjælpe Wikipedia ved at udvide den. |